# Otočić Mažirina
Otočić Mažirina är en ö i Kroatien.   Den ligger i länet Šibenik-Knins län, i den södra delen av landet, 240 km söder om huvudstaden Zagreb. Arean är 0,35 kvadratkilometer.
Terrängen på Otočić Mažirina är platt. Öns högsta punkt är 44 meter över havet. Den sträcker sig 0,6 kilometer i nord-sydlig riktning, och 0,8 kilometer i öst-västlig riktning.